# 刘波 (1967年)
刘波（1967年10月—），女，河南许昌人，中华人民共和国教育人物，哲学博士、研究员。

## 生平
1988年1月加入中国共产党。1990年6月毕业于东南大学社会科学系马克思主义理论教育专业，获经济学学士学位。1990年7月参加工作。1995年取得东南大学人文学院马克思主义理论教育专业法学硕士学位。2013年3月取得东南大学哲学博士学位。
2004年9月任东南大学校长助理。2005年6月任东南大学党委副书记，2005年10月兼任副校长（2007年7月至2009年7月，受中组部、教育部委派挂职任中共滁州市委常委、副市长）。2016年4月任东南大学党委常务副书记。2017年5月任中国矿业大学党委书记。